# Ixora albersii
Ixora albersii là loài cây bụi nhỏ thuộc họ Thiến Thảo (Rubiaceae). Loài trang này là một loài đặc hữu của vùng núi tây Usambara ở Tanzania.